# (7864) 1982 EE
1982 إي إي (ويعرف أيضًا باسم (7864) 1982 إي إي وفق تسمية الكوكب الصغير) (بالإنجليزية: 1982 EE)‏ هو كويكب ضمن حزام الكويكبات؛ وترتيبه 7864 من حيث الاكتشاف.
اكتُشف هذا الجُرم الفلكي بواسطة Antonín Mrkos ‏ في 14 مارس 1982.

## وصلات خارجية
- (7864) 1982 EE في قاعدة بيانات مختبر الدفع النفاث لأجرام النظام الشمسي الصغيرة

- الاكتشاف · مخطط المدار ·  العناصر المدارية · المعلمات المادية

- (7864) 1982 EE على موقع ويكي سكاي: DSS2, SDSS, GALEX, IRAS, Hydrogen α, X-Ray, Astrophoto, Sky Map, Articles and images